# Las gorras blancas

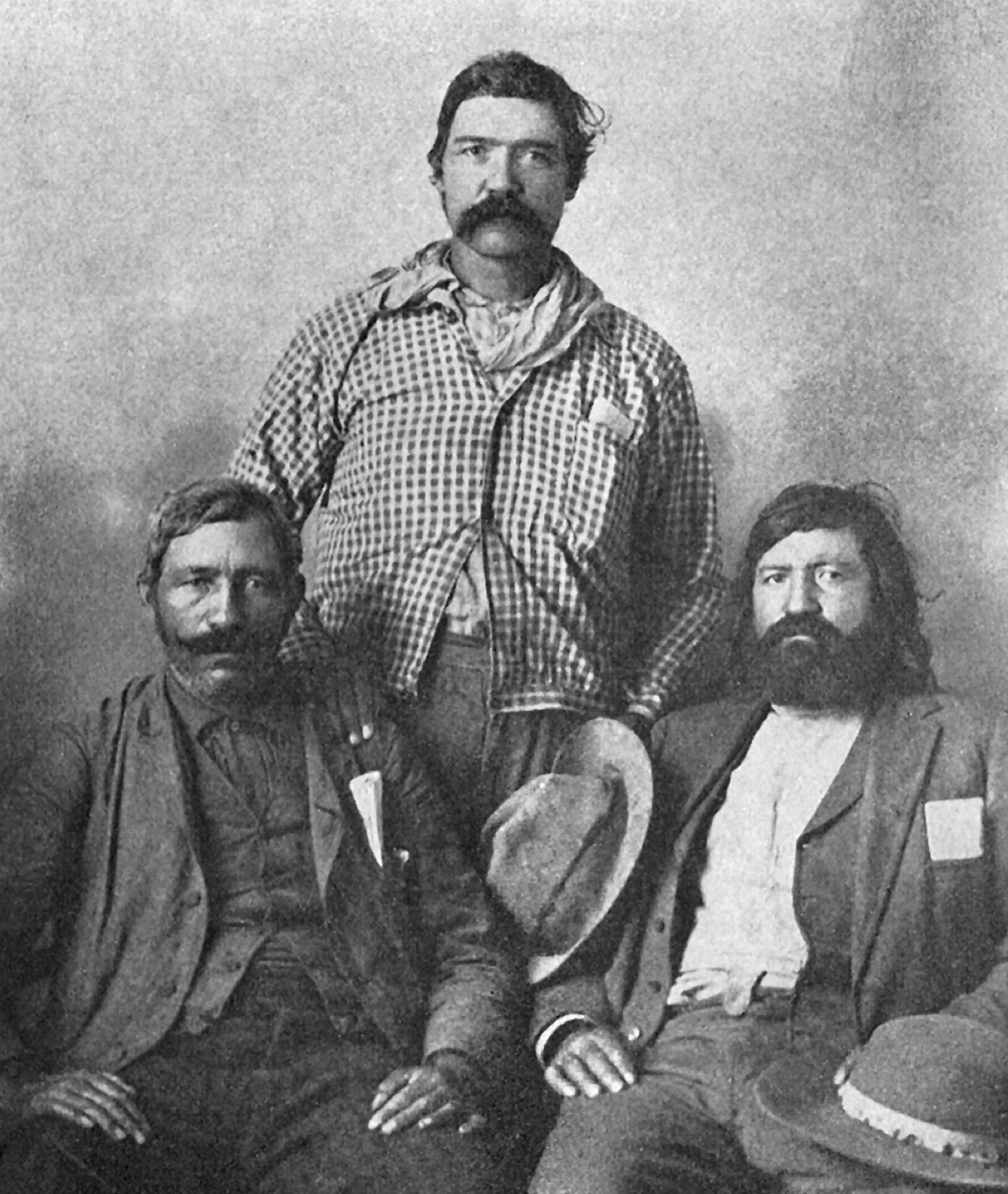
Juan José, Pablo y Nicanor Herrera, también conocido como Las Gorras Blancas.

Las gorras blancas fue un grupo activo en el suroeste de Estados Unidos a finales de la década de 1880 y comienzos de la de 1890. El grupo defendía la reclamación mexicana de la tierra arrebatada por los granjeros anglos, para lo cual usó la intimidación y las incursiones como modo de alcanzar su objetivo. El nombre deriva de la indumentaria de muchos de sus miembros, que se cubrían la cabeza con gorros blancos.
A comienzos de la década de 1890, un mercado lanar y ovino hundido afectó profundamente a la economía del norte de Nuevo México. Las tierras comunales establecidas por las concesiones originales de tierra fueron progresivamente subdivididas y cercadas como tierras privadas, y los pastos no estaban en su mejor momento. Los principales perjudicados fueron los pequeños granjeros hispanos que confiaron en las tierras comunales para mejorar su situación. En agosto de 1890 varios miembros de las Gorras Blancas se postularon para un cargo estatal en un nuevo populista Partido Popular bajo el nombre de El Partido del Pueblo Unido.